# Eostegana striatipennis
Eostegana striatipennis är en tvåvingeart som först beskrevs av Oswald Duda 1923.  Eostegana striatipennis ingår i släktet Eostegana och familjen daggflugor. Inga underarter finns listade i Catalogue of Life.